# Ealing Broadway (métro de Londres)
Ealing Broadway est une station de la Central line et de la District line du métro de Londres, en zone 3. Elle est située à Ealing dans le borough londonien d'Ealing.
Cette station est incluse dans le complexe de la gare de Ealing Broadway qui est également une desserte de la Great Western, qui la relient à la gare de Paddington à Londres, à Acton, Southall, Hayes, Slough, Maidenhead, Twyford et Reading.

## Histoire
La Great Western Railway (GWR) ouvre sa première ligne entre Paddington et la gare de Taplow le 6 avril 1838, et la station Ealing est mise en service le 1er décembre 1838 de cette même année. Elle est renommée Ealing Broadway en 1875.

## Services aux voyageurs

### Desserte

Installations
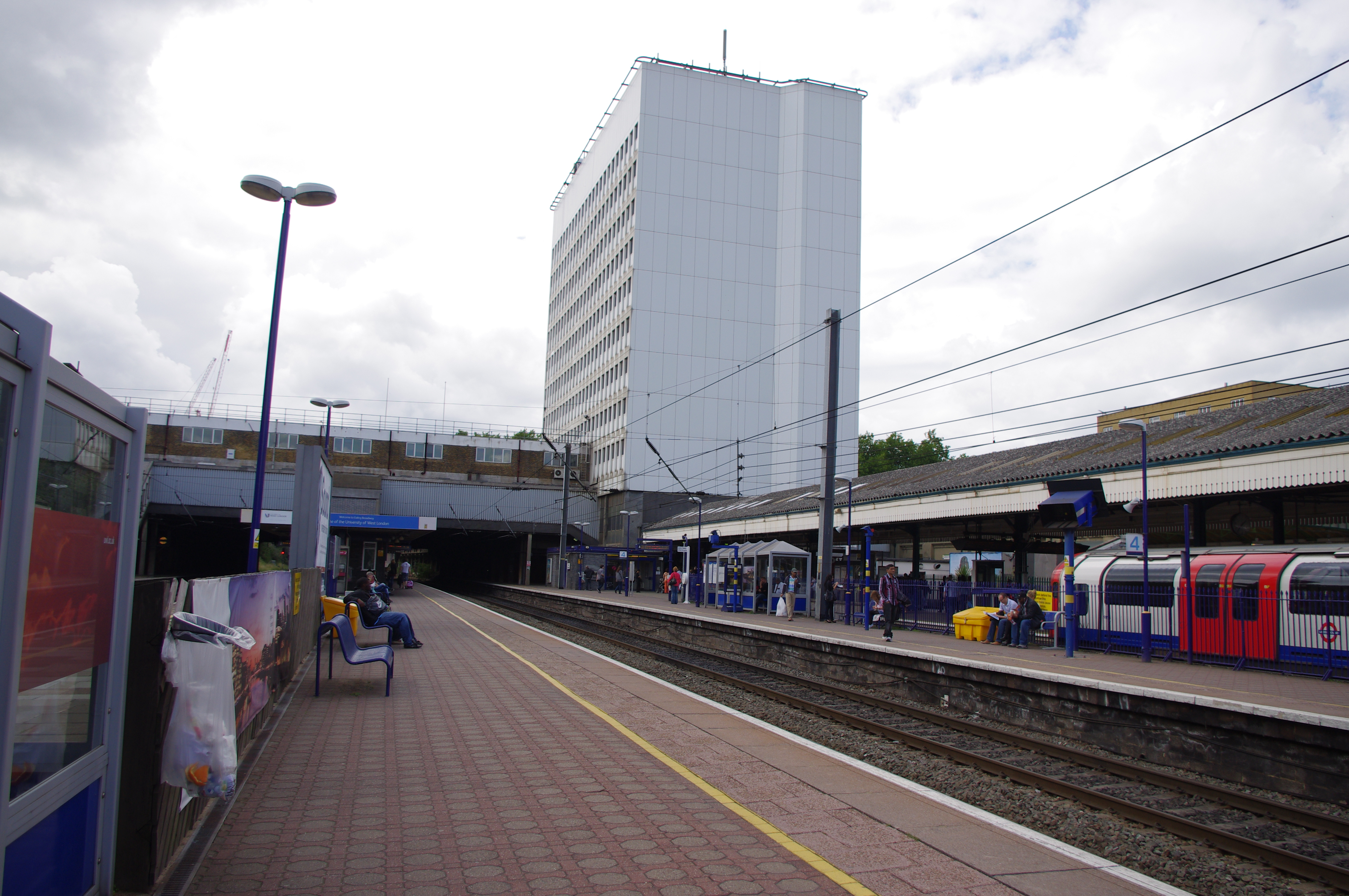
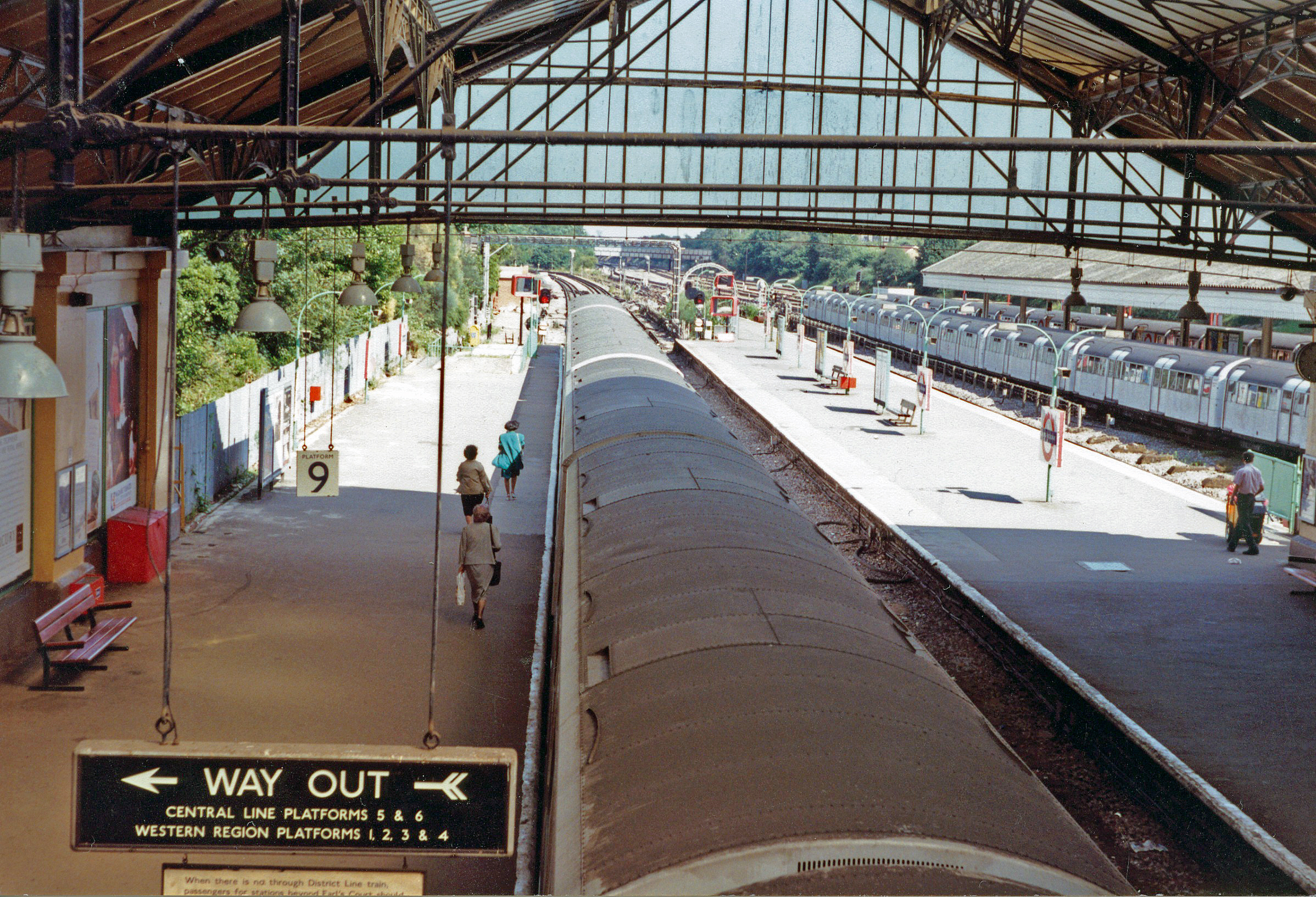
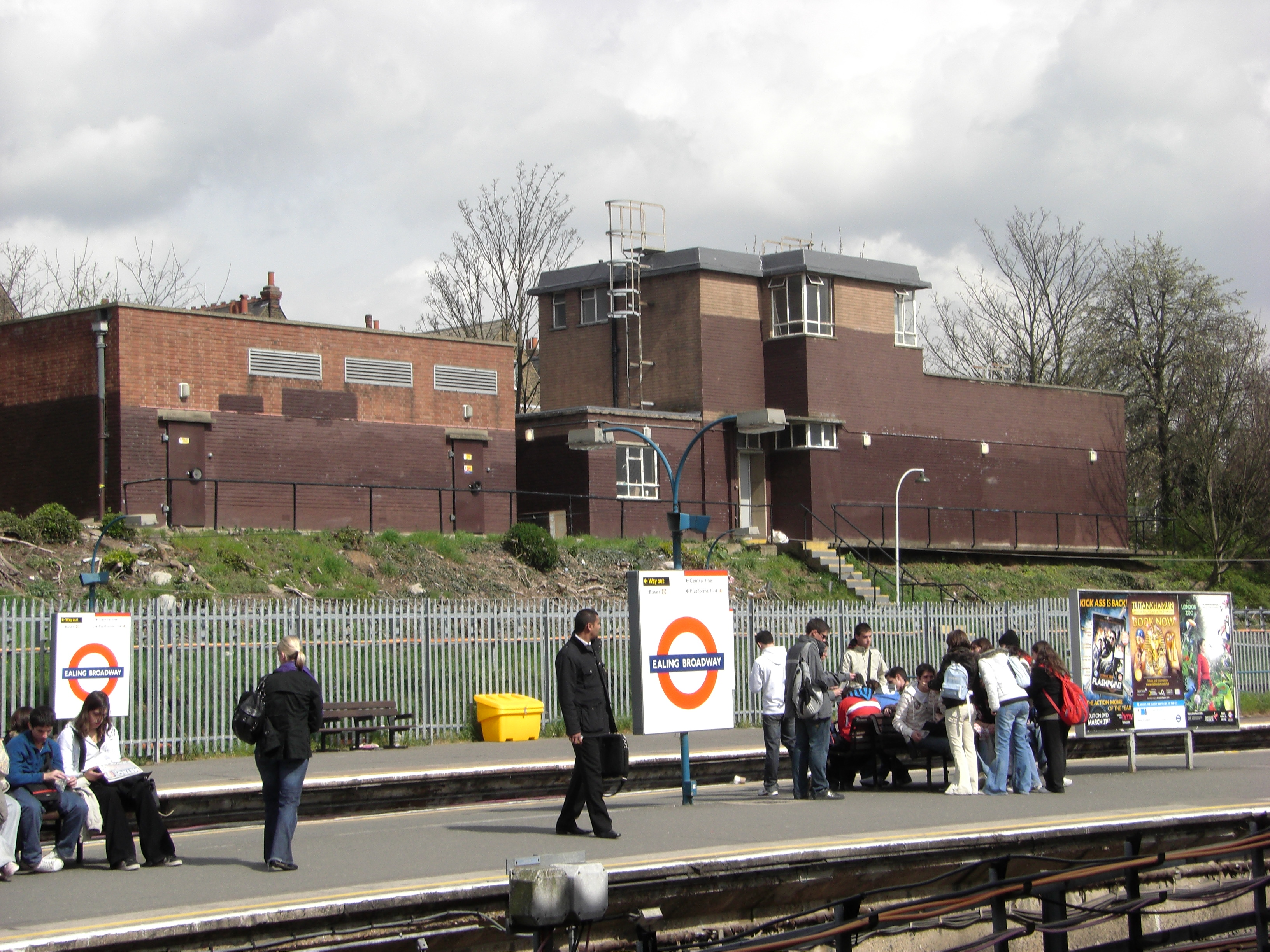

## À proximité
- Ealing